# لين هاردينغ
لين هاردينغ (بالإنجليزية: Lyn Harding)‏ هو ممثل بريطاني (وحمل سابقاً جنسية المملكة المتحدة لبريطانيا العظمى وأيرلندا)، ولد في 12 أكتوبر 1867 في المملكة المتحدة، وتوفي في 26 ديسمبر 1952 بلندن في المملكة المتحدة.

## أعمال

### أفلام
- (1939) الوداع يا سيد تشيبس

## وصلات خارجية
- لين هاردينغ على موقع IMDb (الإنجليزية)
- لين هاردينغ على موقع أول موفي (الإنجليزية)
- لين هاردينغ على موقع قاعدة بيانات برودواي على الإنترنت (الإنجليزية)
- لين هاردينغ على موقع قاعدة بيانات الفيلم (الإنجليزية)